# Pirga mnemosyne
Pirga mnemosyne är en fjärilsart som beskrevs av Hans Rebel 1914. Pirga mnemosyne ingår i släktet Pirga och familjen tofsspinnare. Inga underarter finns listade i Catalogue of Life.